# Mikoian-Gurevici MiG-23
Mikoian-Gurevici MiG-23 este un avion de vânătoare cu geometrie variabilă. Inițial a fost construit de către biroul Mikoian și Gurevici, s-a produs în serie mare, și actualmente se mai poate găsi în uz la diferiții cumpărători ai acestui avion.

## Dezvoltarea
Predecesorul avionului MiG-23 a fost MiG-21, un aparat rapid și agil, dar limitat în posibilitățile tactice de către radarul primitiv pe care îl avea în dotare, raza scurtă de acțiune și încărcătura armelor limitată (restricționată la anumite avioane la o pereche de rachete aer-aer cu rază scurtă de acțiune).

## Specificații (MiG-23MLD Flogger-L)
Caracteristici generale:
- Echipaj: Unu
- Lungime: 16.70 m
- Anvergură: 13.97 m
- Înălțime: 4.82 m
- Suprafața aripilor: 37.35 m² desfăcut, 34.16 m² adunat
- Greutatea gol: 9,595 kg

Performanțe:
- Viteză maximă: Mach 2.35, 2,500 km/h la altitudine; Mach 1.14, 1,350 km/h la nivelul mări (1,553 mph / 840 mph)
- Plafon: 18,500 m
- Viteză ascensională: 240 m/s
- Încărcarea aripii: 575 kg/m²

În concordanță cu manualul MiG-23ML, avionul are rata de întoarcere de 14.1 gr/sec și una maximă de 16.7 gr/sec. Avionul MiG-23ML accelerează de la 600 km/h la 900 km/h în doar 12 secunde la altitudinea de 1000 de metri, iar la altitudinea de 10–12 km va accelera de la 1 Mach la 2 Mach în 160 de secunde.